# Autocharis discalis
Autocharis discalis is een vlinder uit de familie grasmotten (Crambidae). De wetenschappelijke naam van deze soort is voor het eerst geldig gepubliceerd in 2007 door Shaffer J. C. & Munroe.
De soort komt voor in tropisch Afrika.